# Kaylene Whiskey
Kaylene Whiskey (* 26. Juni 1976 in Alice Springs, Northern Territory, Australien) ist eine australische Malerin. Sie ist Autodidaktin und vor allem für ihre ikonischen Darstellungen starker Frauenfiguren aus der Populärkultur bekannt geworden, die sie mit Fragmenten des Alltags in ihrer Gemeinde Indulkana in der Aboriginal Community Anangu Pitjantjatjara Yankunytjatjara malt.

## Leben und Werk
Whiskey ist eine Pitjantjatjara-Frau aus Indulkana, einer Aborigine-Gemeinde in Südaustralien. Sie ist die Enkelin des australischen Künstlers Whiskey Tjukangku, der als einer der ersten Männer in Indulkana zu malen begann und zu den Gründungsmitgliedern von Iwantja Arts gehörte.
Whiskey arbeitet in dem Kunstzentrum Iwantja Arts, welches indigene Kunst und kulturelle Aktivitäten unterstützt und fördert. Ihre Arbeiten wurden nicht nur in öffentlichen Kunstmuseen Australiens wie dem Museum of Contemporary Art Australia in Sydney gezeigt, sondern auch unter anderem in Deutschland und den USA.
Whiskey malt ikonische Figuren wie Dolly Parton und Tina Turner, um heldenhafte Frauen zu zeigen. Diese Ikonen der Popkultur werden häufig in abgelegene Wüstengemeinschaftslandschaften gemalt, mit einheimischen Pflanzen und Wildtieren und beteiligen sich an traditionellen Anangu-Aktivitäten wie Jagen, Sammeln und Kultivieren einheimischer Tabakpflanzen.
Ihre Gemälde verbinden die traditionelle Kultur der Ältesten ihrer Gemeinde mit den Erfahrungen einer jüngeren Generation, die unter dem Einfluss zeitgenössischer westlicher Medien aufgewachsen ist. Zu Whiskeys ausgewählten Themen gehören Wonder Woman, Catwoman, Cher, Dolly Parton und Prinzessin Leia.

## Kungkas in Hollywood, 2021
In ihrem Gemälde Kungkas in Hollywood 2021 fügt sich Whiskey in eine Szene ein, in der sie im Gespräch mit Beyoncé und Dolly Parton auftritt. Die Künstlerin bezeichnet diese ikonischen Sängerinnen als ihre Kungkas oder ihre weibliche Kohorte. In der Yankunytjatjara-Sprache kann sich das Wort kungka auf eine Frau jeden Alters beziehen, beschreibt aber meistens junge Frauen.
Whiskey malt ihre Figuren in leuchtenden Farben und füllt die gesamte Oberfläche ihrer Werke mit einem kaleidoskopischen Design, das aus Bildern von kommerziellen Objekten, Pflanzen und Wildtieren besteht. Die Frauen nutzen die Comic-Konvention der Sprechblasen und scherzen darin humorvoll über ihre Aktivitäten. Beyoncés Krone kennzeichnet die fast monarchische Qualität ihres Popstar-Status, während das dekorative Muster ihrer Kleidung an die Ästhetik der traditionellen Punktmalerei der Aborigines erinnert. Ihre Ohrringe haben die Form von Tjala, die eine traditionelle Nahrungsquelle im gesamten Northern Territory und in Südaustralien sind. Tjala ist das Pitjantjatjara-Wort für Honigameise, die sowohl ein traditionelles Buschessen als auch eine der Schöpfungsgeschichten für das Amata-Gebiet ist. Die Honigameise ist ein wichtiges Bindeglied zwischen der Anangu-Mythologie und der gegenseitigen Abhängigkeit von der Umwelt.
Im Gegensatz dazu trägt Dolly Parton ein Oberteil mit amerikanischem Flaggenmuster, während sie auf einer rosa Gitarre klimpert und über Maria und Jesus singt. In den Augen von Whiskey repräsentieren beide Frauen gleichermaßen aufstrebende amerikanische Frauen. In all ihren Arbeiten verbindet Whiskey die Opulenz westlicher Berühmtheit und materieller Kultur mit Anangu als lebendigem Ausdruck ihrer interkulturellen Interessen.
Whiskey gehörte 2020 zu den Finalisten des Archibald Prize mit ihrem Porträt Dolly visits Indulkana.

## Ausstellungen (Auswahl)
- 2018: A Lightness of Spirit is the Measure of Happiness, Australian Centre for Contemporary Art in Melbourne[7]
- 2019: The National 2019: New Australian Art, Museum of Contemporary Art[8]
- 2022: Iwantja Rock n Roll, Fort Gansevoort Gallery, New York[9]

## Auszeichnungen
- 2018: Sir John Sulman Prize, Art Gallery of New South Wales, Sydney[10]
- 2019: Telstra National Aboriginal and Torres Strait Islander Art Award[11]
- 2020: Digital Art Prize, Heathcote Cultural Precinct, Melville